# Вестамагер (станция метро)
Вестамагер (дат. Vestamager) — наземная станция Копенгагенского метрополитена, расположенная в районе Эрестад, на острове Амагер.

## История
Станция Вестамагер была открыта 19 октября 2002 года, совместно с 7 станциями участка между Нёррепортом и Вестамагером линии M1 (станции Нёррепорт, Конгенс-Нюторв, Кристиансхаун, Исландс-Брюгге, ДР-Бюэн, Сундбю, Белла-Сентер, Эрестад). Станция располагается в Кальвебод-Феллед (дат. Kalvebod Fælled), западной части острова Амагер, и принадлежит 3-й тарифной зоне.
Вестамагер является конечной станцией линии M1. После неё располагается депо Копенгагенского метрополитена, Центр управления и технического обслуживания (дат. KVC, от Kontrol og vedligeholdelsescenteret), ангары для неработающих (неактивных) составов и технического обслуживания.